# Суфакс
Су́факс (также упоминается как Со́факс или Си́факс; др.-греч. Σόφαξ) — герой или полубог в берберской и греческой мифологии.

## Мифология
Согласно мифу, Суфакс был сыном богини Тингис, которая родила его во втором браке от знаменитого полубога и героя Геракла. Также он являлся внуком Зевса и смертной Алкмены. Возможно, его сводной сестрой была Ифиноя, а его сводным братом (и, предположительно, племянником) — Меликерт, сын Ифинои. Известно, что Суфакс в качестве стража страны берберов (или имазигенов) пришёл на смену первому мужу своей матери великану Антею, после того как тот погиб во время схватки с Гераклом. По другому мифу, также считается, что в память о своей матери он основал Танжер — город на африканском берегу Магриба, у входа в Гибралтарский пролив.

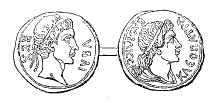
Изображения царя Юбы II и царицы Клеопатры Селены II

Согласно мифологии берберов, многие из их царей являлись потомками Суфакса, который защищал их земли. У него был сын Диодор, который с помощью богов Олимпа управлял многими берберскими племенами Северной Африки.
Если полагаться на мнение древнегреческого историка Плутарха, многие из мифов, связанных с Суфаксом и его родственниками, были созданы для того, чтобы отдать должное нумидийскому царю Юбе II, который считал себя потомком Диодора и Геракла, и узаконить его власть.

## Топонимика
Именем Суфакса назван город Сфакс в Тунисе, расположенный в 270 км к юго-востоку от столицы страны Туниса.